# Kapeliuh, Jovkva
Kapeliuh (în ucraineană Капелюх) este un sat în comuna Deveatîr din raionul Jovkva, regiunea Liov, Ucraina.

## Demografie
Componența lingvistică a localității Kapeliuh
     Ucraineană (100%)
Conform recensământului din 2001, toată populația localității Kapeliuh era vorbitoare de ucraineană (100%).